# Johan Erik Ångman
Johan Erik Ångman, född 19 april 1768 i Föllinge, Jämtlands län, död 29 juni 1851 i Västerås, var en svensk bergvetenskapsman och målare.
Han var son till kyrkoherden Erik Jonas Ångman och Christina Ekeblad och gift första gången med Hedvig Kristina Srtare och andra gången med Henrika Johansson. Ångman blev student vid Uppsala universitet 1786 och bergsfogde i Norbergs bergslag 1805 och fick assessors titel 1836. Hans konstnärlig verksamhet består i akvarellerade gruvkartor bland annat från Sala silvergruva. 